# Braunfelsia edentula
Braunfelsia edentula är en bladmossart som beskrevs av Roelof J.van der Wijk och Margadant 1958. Braunfelsia edentula ingår i släktet Braunfelsia och familjen Dicranaceae. Inga underarter finns listade i Catalogue of Life.